# Regions de Dinamarca
Les regions de Dinamarca van ser creades l'1 de gener del 2007 com a part de la Reforma Municipal de Dinamarca que va substituir els 13 comtats existents (amter) per cinc regions de nova creació. Al mateix temps la reforma va reduir el nombre de municipis (kommuner), passant de 270 a 98. la principal competència de les regions és el servei de salut. A diferència dels antics comtats, aquestes regions no poden recaptar impostos i el servei de salut és principalment finançat per un impost nacional (sundhedsbidrag) del 8% combinat amb altres fons del govern i dels municipis. Cada Consell Regional està integrat per 41 membres escollits a les eleccions municipals. A banda del servei de salut, altres competències importants dels consells regionals són el servei d'ocupació i el trànsit, excepte per als 46 municipis de l'est de Dinamarca on hi ha una autoritat especial per al trànsit (Trafikselskabet Movia), tot i que no abasta l'illa de Bornholm.

## Regions
| Regió       | Capital     | Ciutat principal | Població  | Superfície (km²) | Densitat (per km²) |
| ----------- | ----------- | ---------------- | --------- | ---------------- | ------------------ |
| Hovedstaden | Hillerød    | Copenhaguen      | 1.645.825 | 2.561            | 642,6              |
| Midtjylland | Viborg      | Århus            | 1.237.041 | 13.142           | 94,2               |
| Nordjylland | Aalborg     | Aalborg          | 578.839   | 7.927            | 73,2               |
| Sjælland    | Sorø        | Roskilde         | 819.427   | 7.273            | 112,7              |
| Syddanmark  | Vejle       | Odense           | 1.194.659 | 12.191           | 97,99              |
| Dinamarca   | Copenhaguen | Copenhaguen      | 5.475.791 | 43.094           | 127,0              |

L'arxipèlag d'Ertholmene (amb 96 habitants el 2008) no pertany a cap municipi ni a cap regió sinó al Ministeri de Defensa. Groenlàndia i les illes Fèroe també són part del Regne de Dinamarca, com a membres del Rigsfællesskabet però són autònoms i gairebé sobirans, i cadascú està representant per dos escons al parlament.